# Internacional Comunista
La Internacional Comunista, también conocida como la III Internacional, así como por su abreviatura en ruso Komintern (Коминтерн, abreviatura de Коммунистический интернационал, transliterado como Kommunistícheskiy internatsional) o Comintern (abreviatura del inglés: Communist International), fue una organización comunista internacional, fundada en Moscú en marzo de 1919, por iniciativa de Lenin y el  Partido Comunista de Rusia (bolchevique), que agrupaba a los partidos comunistas de distintos países, y cuyo objetivo era luchar por la supresión del sistema capitalista, el establecimiento de la dictadura del proletariado y de la República Internacional de los Soviets, la completa abolición de las clases sociales y la realización del socialismo, como primer paso a la sociedad comunista, como fijaba en sus primeros estatutos.
En su Segundo Congreso, la Internacional resolvió "luchar por todos los medios disponibles, incluida la fuerza armada, para el derrocamiento de la burguesía internacional y la creación de una república soviética internacional como un estado de transición hacia la abolición completa del Estado". 
El Comintern fue precedido por la Segunda Internacional, disuelta en 1916.

## Antecedentes
Como ya recordaba el preámbulo de los primeros estatutos de la Internacional Comunista, los antecedentes de esta se remontan a la Asociación Internacional de los Trabajadores, fundada entre otros por Karl Marx y Friedrich Engels en Londres, en 1864, y que, por primera vez en la historia, agrupaba a los trabajadores de distintos países.
Tras la desaparición de esta Primera Internacional en 1876, Friedrich Engels promovió la creación de una Segunda Internacional, creada en París en 1889, que agrupó a los partidos socialistas, socialdemócratas y laboristas, formando un amplio bloque internacional de partidos de izquierda, adheridos todos en mayor o menor grado a las doctrinas del socialismo. 

### Ruptura con la Internacional Socialista
Con el comienzo de la Primera Guerra Mundial en 1914 se produce la fractura de la Segunda Internacional entre los socialistas reformistas y los revolucionarios, pues los primeros apoyaron el esfuerzo bélico de sus respectivos gobiernos al entrar estos en guerra (dado el caso), mientras que los segundos se opusieron por completo al conflicto por considerarlo "útil sólo para la burguesía" y contrario a los intereses del proletariado. En este caso, los grupos revolucionarios acusaron a los reformistas de haberse dejado llevar por el chauvinismo de guerra y haber descartado el internacionalismo que debía distinguir a los partidos socialistas. 
Los grupos socialistas revolucionarios celebraron la Conferencia de Zimmerwald en  septiembre de 1915 y la luego la Conferencia de Kienthal en abril de 1916, ambas en la neutral Suiza. En estas conferencias las organizaciones revolucionarias manifestaron su ruptura con la Internacional Socialista y se convirtieron en la base de la III Internacional, construida por los partidos socialistas que se habían opuesto a la Primera Guerra Mundial.
La "Tercera Internacional" fue fundada como Internacional Comunista en marzo de 1919, en la ciudad rusa de Moscú, con el proyecto de romper definitivamente con los elementos reformistas que, a juicio de los socialistas revolucionarios, habían "traicionado a la clase trabajadora" y provocado la "bancarrota moral" de la Segunda Internacional. La debilidad de los partidos socialistas tras el fin de la guerra en 1918, y el hecho de que los bolcheviques rusos ya hubieran empezado su propia revolución de modo exitoso causó que los "socialistas revolucionarios" eligieran Petrogrado como su primera sede.

## Historia
La Internacional Comunista celebró siete "congresos mundiales"; aunque en un principio estos congresos fueron proyectados para ser anuales, posteriormente se fueron espaciando más en el tiempo.

### Del I al IV Congreso Mundial

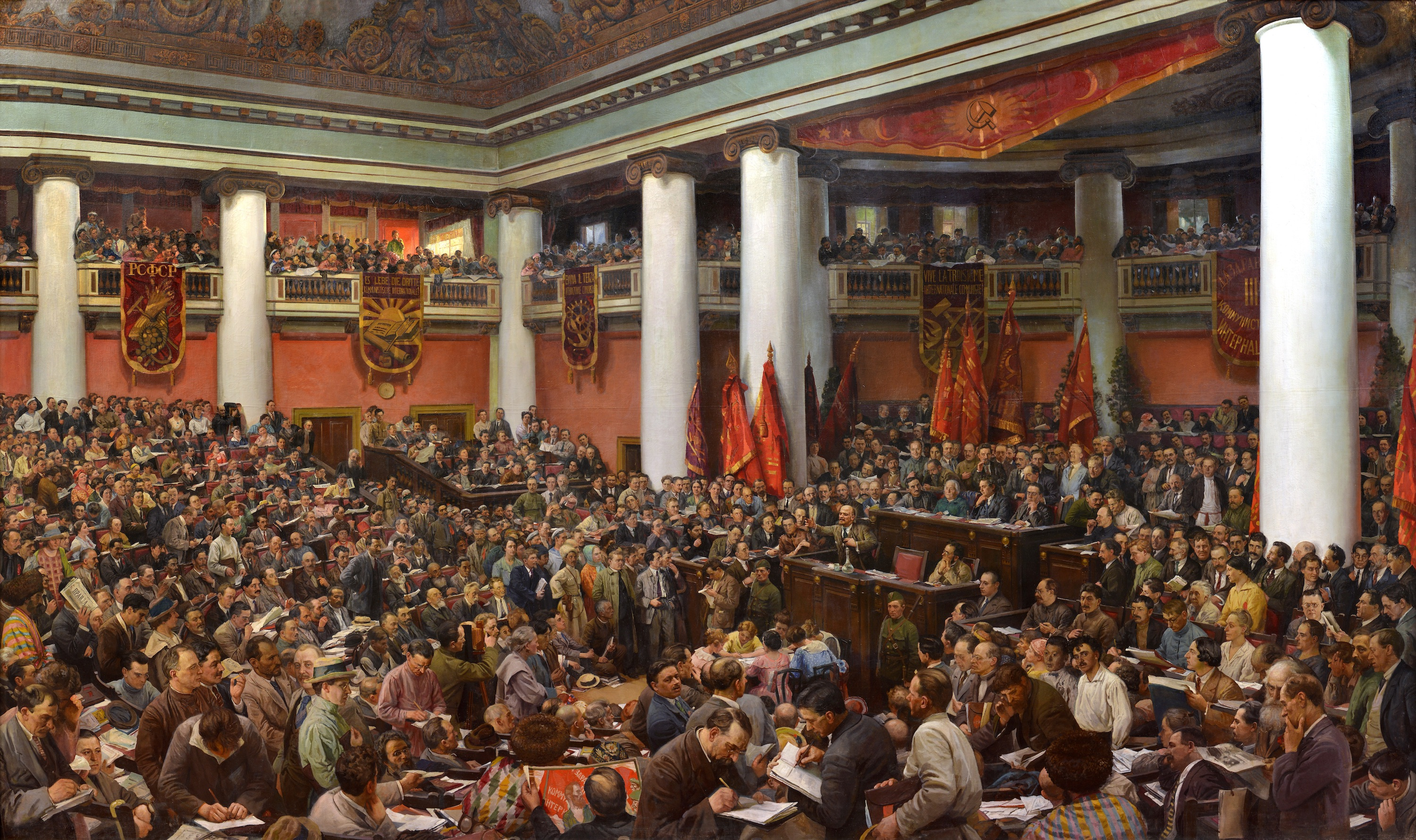
Inauguración del II Congreso de la Internacional Comunista, 1920.

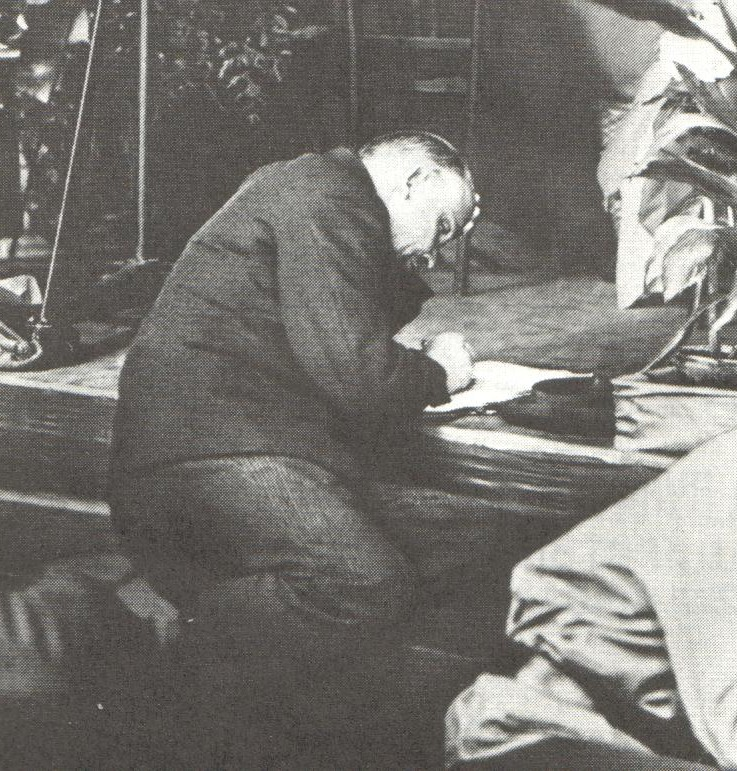
Lenin hace anotaciones en los escalones de la tribuna en una sesión del III Congreso de la Internacional Comunista, en 1921.

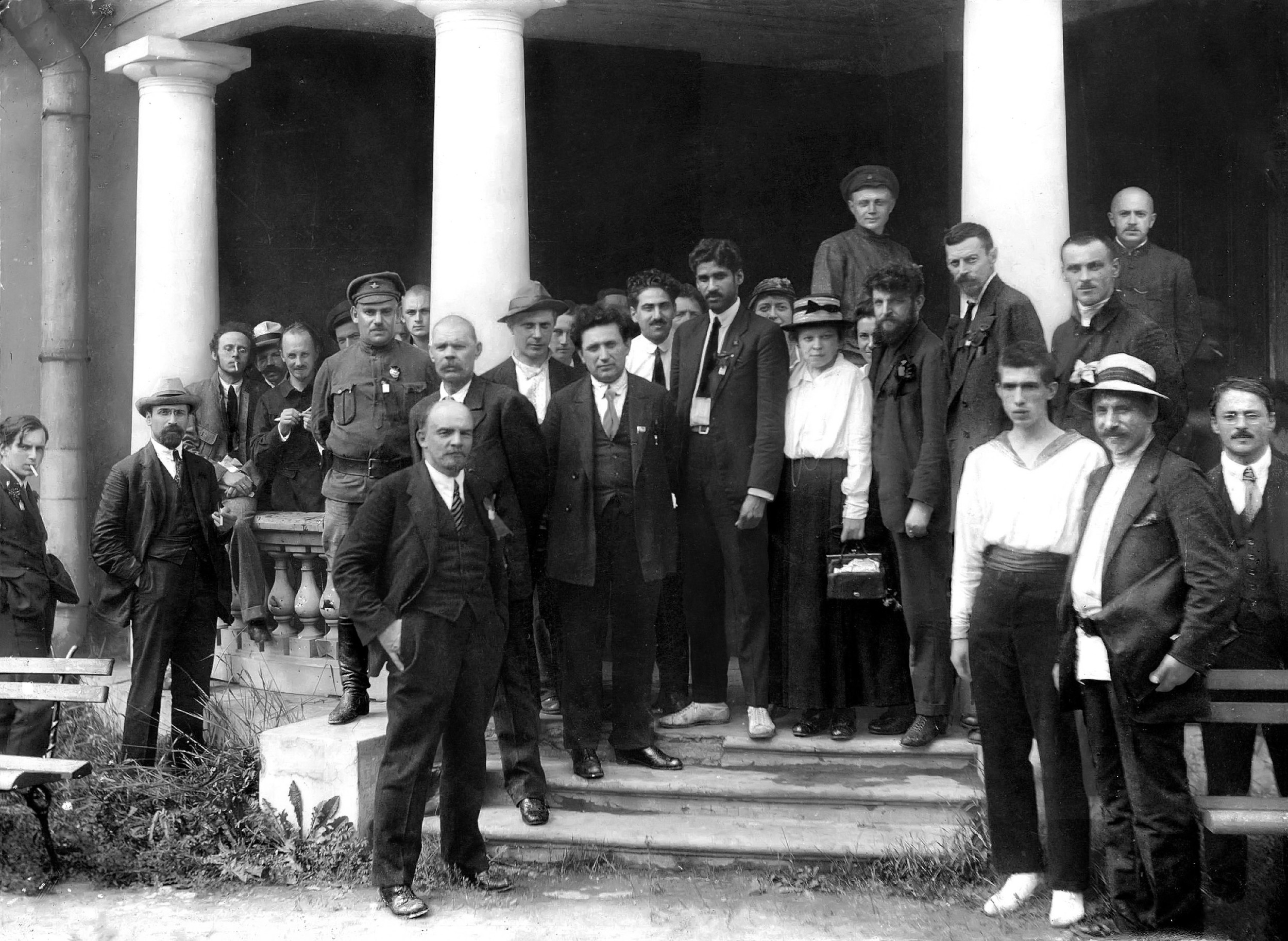
Fotografía de los líderes que participaron en el II Congreso de la Tercera Internacional, con Lenin delante, en el que se aprobaron las 21 condiciones para el acceso a la misma.

- El I Congreso Mundial de la Internacional Comunista tuvo lugar en Petrogrado, entre el 2 y el 6 de marzo de 1919. En este congreso se abordó la "democracia burguesa y la dictadura del proletariado" y la necesidad de difundir el sistema de soviets. También se nombró al líder bolchevique ruso Grigori Zinóviev como presidente del "Comité Ejecutivo de la Internacional Comunista" (CEIC), que era la máxima autoridad de la III Internacional durante el periodo entre congresos.

Se invitó a los siguientes partidos y movimientos al Congreso Fundacional:
- Alemania: Partido Comunista de Alemania
- RSFS de Rusia: Partido Comunista (Bolchevique) de Rusia
- [[Archivo:{{{bandera alias-1919}}}|class=notpageimage noviewer|20x20px|border|Bandera de la República Socialista Soviética de Ucrania]] RSS de Ucrania: Partido Comunista (Bolchevique) de Ucrania
- RSS de Bielorrusia: Partido Comunista (Bolchevique) de Bielorrusia
- Austria: Partido Comunista de Austria
- Hungría: Partido Comunista de Hungría
- Finlandia: Partido Comunista de Finlandia
- Polonia: Partido Comunista Polaco
- Estonia: Partido Comunista de Estonia
- Letonia: Partido Comunista de Letonia
- Lituania: Partido Comunista de Lituania
- Bohemia: Sectores revolucionarios del Partido Socialdemócrata Checo, que fundarían en mayo de 1921 el Partido Comunista de Checoslovaquia.
- Bulgaria: Partido Comunista Búlgaro
- Rumania: sectores del Partido Socialdemócrata de Rumania, fundan el 8 de mayo de 1921 el Partido Comunista Rumano.
- Serbia: El ala izquierda del Partido Socialdemócrata de Serbia, funda el 24 de junio de 1920 la Liga de los Comunistas de Yugoslavia.
- Suecia: Partido Social Democrático de Izquierda
- Noruega: Partido Laborista Noruego
- Dinamarca: El grupo Klassekampen de Dinamarca
- Países Bajos: Partido Comunista de los Países Bajos
- Bélgica: Sectores revolucionarios del Partido Obrero Belga (que después formarían el Partido Comunista de Bélgica en 1921)
- Francia: Sectores de la Sección Francesa de la Internacional Obrera (que después formarían el Partido Comunista Francés en 1920)
- Suiza: Sectores revolucionarios del Partido Socialista Suizo (que después formarían el Partido Comunista Suizo)
- Italia: Partido Socialista Italiano, Partido Comunista Italiano
- España: Sectores revolucionarios del Partido Socialista Obrero Español (PSOE) que en 1921 formarían el Partido Comunista de España
- Portugal: Grupos revolucionarios marxistas, que luego formarían el Partido Comunista Portugués en 1921
- Reino Unido: Partido Socialista Británico
- Reino Unido: Partido Laborista de Reino Unido
- Irlanda: Sectores revolucionarios de organizaciones obreras de Irlanda
- Reino Unido:  Sectores revolucionarios del sindicalismo británico
- Estados Unidos: Partido Socialista Laborista de América
- Estados Unidos: Sectores de izquierda del Partido Socialista de América
- Estados Unidos: el sindicato Industrial Workers of the World de Estados Unidos
- Australia: el sindicato Industrial Workers of the World de Australia
- Estados Unidos: el sindicato Unión Internacional Industrial de Trabajadores
- Japón: Grupos socialistas de Tokio y Yokohama (que luego formarían el Partido Comunista de Japón)

De estos grupos, los siguientes atendieron la llamada: los Partidos Comunistas de Rusia, Alemania, Austria, Hungría, Polonia, Finlandia, Ucrania, Letonia, Lituania, Bielorrusia, Estonia, Armenia, la Región del Volga; el Partido Social Democrático de Izquierda de Suecia, representantes de la Conferencia de Zimmerwald, grupos comunistas checos, búlgaros, yugoslavos, británicos, franceses y suizos; socialdemócratas de los Países Bajos, el Partido Socialista Laborista de América, la Liga de Propaganda Socialista de los Estados Unidos, el Partido Socialista de los Trabajadores de China, la Unión de Trabajadores de Corea, y las Secciones del Buró Central soviético correspondientes a Turquía, Azerbaiyán, Georgia, Persia y Turquestán.
También se unió a ella el Partido Laborista Noruego (aunque la abandonó en 1923). La negativa del Partido Socialista Italiano a ingresar en la Internacional Comunista también provocó que en 1921 el sector partidario se escindiera y se formara el Partido Comunista Italiano. 
En este primer Congreso se determinó la tajante separación entre comunistas y socialistas, y se definió el programa de "expansión revolucionaria" por el cual los delegados comunistas trabajarían para obtener el poder en sus respectivos países siguiendo el modelo de la Revolución Rusa: trabajo de agitación entre las masas del proletariado y soldados rasos (dejando al campesinado en segundo lugar), alzamiento armado, y alianza circunstancial con otras fuerzas de izquierda, pero conservando la identidad de los militantes propios. Para la fecha del Primer Congreso la sublevación comunista alemana había sido ya aplastada, pero aún ocurrían en Alemania amplias revueltas comunistas (como la República Soviética de Baviera) mientras que en Hungría el comunista Béla Kun había logrado imponer un régimen de tipo bolchevique, por lo cual el plan de "revolución mundial" parecía todavía realizable.
- El II Congreso Mundial de la Internacional Comunista se reunió en Moscú entre el 19 de julio y el 7 de agosto de 1920, cuando estaba por terminar la guerra civil rusa con el triunfo definitivo del bando bolchevique, pero cuando la agitación revolucionaria comunista en el resto de Europa se extinguía sin remedio: las revueltas comunistas de Alemania habían sido vencidas y el régimen de Béla Kun en Hungría había sido suprimido por una contrarrevolución, mientras que la instauración del comunismo en Polonia dependía aún de un enfrentamiento bélico.

Asimismo, en los demás países industrializados (como Francia o Gran Bretaña) había desaparecido la indignación contra el intervencionismo en Rusia pues dichas potencias habían ya retirado la mayoría de sus tropas enviadas a territorio ruso al ser cada vez menos probable derrotar al régimen bolchevique en la guerra civil rusa. Ante ello, las democracias occidentales se esforzaban en evitar revueltas izquierdistas mediante concesiones económicas a su proletariado, y faltaban las condiciones para la agitación proletaria a gran escala entre los obreros franceses o británicos, por lo cual era muy remota la opción de organizar una revuelta comunista en Europa Occidental con posibilidades de éxito. 
Viendo la nueva realidad, en este congreso se insistió en la necesidad de propagar el sistema de soviets entre el proletariado y así formar grupos de militantes comunistas realmente aptos para tomar el poder y ejercer funciones administrativas, evitando que solamente dediquen esfuerzos a la política partidaria. Debido a las numerosas organizaciones socialdemócratas extranjeras que solicitaban el ingreso a la Internacional, se acordaron las 21 condiciones previas que debía cumplir todo partido político para la adhesión a la Internacional, y se aprobaron los primeros estatutos.
- El III Congreso Mundial de la Internacional Comunista se celebró entre el 22 de junio y el 12 de julio de 1921, en Moscú. En él, se combatieron las posturas ultraizquierdistas de algunos partidos comunistas, como el Partido Comunista de Alemania alemán (tras el fracaso del levantamiento espartaquista de 1919). Los delegados asumieron que la situación mundial había cambiado profundamente en tanto la revolución bolchevique solo había triunfado en Rusia (ya había sido derrotada su expansión en Polonia), por ello los concurrentes resolvieron trabajar con las bases reformistas en los llamados "frentes unidos" que aglutinaran a los militantes izquierdistas afines al comunismo para ganar adeptos, aun aceptando que los líderes comunistas no siempre podrían dirigir tales "frentes" y que los militantes comunistas (pese a su implacable disciplina) eran un grupo minoritario entre los movimientos de izquierdas de la mayoría de países. También se trató acerca de la importancia de incorporar a las mujeres trabajadoras al movimiento comunista.

- El IV Congreso Mundial de la Internacional Comunista tuvo lugar en Moscú, entre el 30 de noviembre y el 5 de diciembre de 1922. En él, se profundizó en las tácticas del llamado "frente único", y se abordó por vez primera la situación del comunismo en los imperios coloniales, así como el trabajo de los comunistas en los sindicatos ya constituidos de Europa Occidental. También se analizó la situación de los comunistas en Asia y en los países de la cuenca del Pacífico, incluyendo a Estados Unidos y América Latina de acuerdo con la especial situación económica y social de cada país.

Debido a la grave enfermedad de Lenin (casi incapacitado por la parálisis tras un serio ataque en mayo de 1922) León Trotski fue el líder más destacado del Congreso y quien mantuvo la consigna de seguir "trabajando por la revolución mundial" en un contexto de internacionalismo, pese a admitir la derrota de las revueltas comunistas fuera de Rusia. El Congreso promulgó la incompatibilidad entre la pertenencia a la masonería o a la Liga de los derechos humanos y la afiliación a un Partido Comunista.

### Del V al VII Congreso Mundial

#### V Congreso
El V Congreso Mundial de la Internacional Comunista se celebró en Moscú entre junio y julio de 1924, después de la muerte de Lenin y cuando los líderes del comunismo ruso ya habían fundado y consolidado la Unión Soviética, destacando el "triunvirato" informal entre Stalin, Trotski y Grigori Zinóviev. En este Congreso se descartó el empleo del alemán como idioma de las conferencias, y se admitió en forma tácita el hecho evidente de la supremacía del Partido Comunista de la Unión Soviética (PCUS) sobre los demás partidos comunistas. Se adoptan así unos nuevos estatutos con los que se comienza la "bolchevización" de la Internacional Comunista y de los partidos miembros, insistiendo los líderes soviéticos en que todos adopten el modelo de organización del PCUS y ejerzan el "centralismo democrático", pues este es el único de los partidos miembros en dirigir una revolución triunfante, lo cual aumenta su influencia y prestigio. 
Los partidos comunistas extranjeros, en situación de inferioridad en sus propios países, se ven obligados a aceptar sin mayor crítica la "guía" soviética. Además tras alejarse las opciones de una "revolución mundial" en el futuro cercano, la función básica de la Comintern sería la de "defender y fortalecer a la Unión Soviética" y ya no de promover el comunismo a escala internacional, cuestión que Stalin postuló con insistencia como parte de su política de socialismo en un solo país que sería implantada en la Unión Soviética. En el verano de 1926 se abolió la presidencia del CEIC, y Grigori Zinóviev perdió la dirección de la Komintern. Fue elegido Nikolái Bujarin para sucederlo como secretario general del CEIC.

#### VI Congreso
El VI Congreso Mundial de la Internacional Comunista tuvo lugar entre julio y septiembre de 1928 en Moscú. En el nuevo contexto del comienzo de la grave crisis económica soviética, se aprobó la consigna de «clase contra clase», lo que se tradujo en la restricción aún mayor de la propuesta del «frente único por la base» que quedó limitada a los individuos, excluyendo a las organizaciones disidentes de los socialdemócratas. Asimismo se aprobó la tesis del «tercer periodo», revolucionario, como una fórmula de consenso entre la posición de Stalin que consideraba que estaba a punto de producirse una grave crisis capitalista que traería consigo una inevitable nueva ola revolucionaria (lo que, por otro lado, justificaba el cambio de política en la URSS que estaba comenzando a aplicar Stalin) y la posición más moderada de Nikolái Bujarin y del comunista italiano Palmiro Togliatti que sostenía que no se estaba viviendo todavía un momento revolucionario que propiciara la lucha por el poder, sino de «resistencia a la ofensiva política y económica de la burguesía». Sin embargo, la posición de Stalin sobre la inmediatez de la revolución comunista se acabaría imponiendo a partir del año siguiente, sobre todo tras la salida de Bujarin de la dirección soviética.
En el Congreso también se discutió la tesis del «socialfascismo» defendida por los comunistas alemanes y cada vez más asumida por Stalin que consideraba a los socialdemócratas, calificados como socialfascistas, como los principales enemigos de la revolución por su aceptación de la «democracia burguesa». Bujarin y Togliatti se opusieron a esta interpretación. Togliatti criticó la «presentación demasiado mecánica que se está dando del fascismo y de la socialdemocracia como dos métodos de los que sirve la burguesía», de manera alternativa, según las circunstancias. Finalmente, el término «socialfascismo» no se incorporó a la resolución final del Congreso, pero se mantuvo la tesis sostenida por alemanes y rusos de los «dos métodos» (fascismo y socialdemocracia) de la burguesía, por lo que se aceptó que la socialdemocracia podía desarrollar «tendencias fascistas». El término «socialfascismo» se acabaría imponiendo finalmente especialmente tras la represión de la manifestación comunista del 1 de mayo en Berlín del año siguiente llevada a cabo por el gobierno alemán del que formaba parte el SPD. Así lo decidió el X Pleno Ampliado del Comité Ejecutivo de la Internacional Comunista (CEIC) en su reunión de julio de 1929. A partir de entonces el movimiento comunista comenzó a considerar a la socialdemocracia como el principal instrumento de la «contrarrevolución burguesa».
Se aprobó también el "Programa de la Internacional Comunista", y se determinó que los "frentes unidos" buscaran adeptos entre individuos sin partido que compartieran algunos postulados del Comintern, integrando a periodistas, escritores o personajes de fama como compañero de ruta del comunismo y finalmente lograr que sirvan a los fines del partido comunista en cuestión (destacando en estas tareas el periodista alemán Willi Münzenberg), siempre resaltando en la propaganda que acudir a la revolución armada solo sería recurso último para la toma del poder. Con esta recomendación, se evidencia que la "guía" soviética resulta en el total predominio de facto del Partido Comunista de la Unión Soviética sobre sus partidos homólogos.
En abril de 1929 Nikolái Bujarin se vio obligado a dimitir de su cargo, acusado de derechista y tras caer en desgracia con la dirección del PCUS, donde empezó a destacarse Stalin, siendo que la influencia de Trotski dentro del régimen soviético comenzaba a reducirse rápidamente. Para sustituir a Bujarin al frente del CEIC, fue elegido en 1934 el comunista búlgaro Gueorgui Dimitrov, residente en la Unión Soviética, quien dirigiría la Internacional Comunista hasta su disolución.

#### VII Congreso
El primer signo de que la posición de la Internacional Comunista sobre el «socialfascismo» estaba cambiando se produjo en febrero de 1933, al mes siguiente del acceso de los nazis al poder, cuando su Comisión Ejecutiva (CEIC) respondió a la invitación que le hizo el Buró de la Internacional Obrera y Socialista con una propuesta de llegar a acuerdos a escala nacional, lo que significaba la primera rectificación de la tesis del «frente único por la base» (una posición política que rechazaba establecer pactos con los socialdemócratas y que defendía que la unión de las dos organizaciones se produciría mediante el abandono de sus militantes de los partidos socialdemócratas y su ingreso en el los partidos comunistas). Unos meses después, en junio, se reunía en la Sala Pleyel de París un congreso «contra el fascismo y la guerra», promovido por Henri Barbusse y Romain Rolland, que era la continuación del congreso «contra la guerra imperialista» celebrado en Ámsterdam el año anterior. De los dos congresos surgió el movimiento Ámsterdam-Pleyel, con la constitución en Francia de diversos comités locales, lo que suponía la primera movilización antifascista promovida por el Partido Comunista Francés (PCF).
El cambio de posición definitivo se produjo a raíz de lo sucedido en febrero de 1934 en París y en Viena (en el primer caso fue el intento de asalto de la extrema derecha al poder; en el segundo la consolidación de la dictadura de Dollfuss tras aplastar la revuelta obrera de la capital austríaca), pero sobre todo a partir de marzo de 1935 cuando Hitler anunció su decisión de proceder al rearme alemán, lo que convertía a la Alemania nazi en una amenaza directa hacia la Unión Soviética (rearme que fue admitido tácitamente por Gran Bretaña, el supuesto principal garante del Tratado de Versalles, cuando en junio firmó el Acuerdo naval anglo-germano). En Francia se alcanzó un pacto de unidad de acción antifascista a propuesta del líder comunista Thorez entre el partido socialista (SFIO) y el partido comunista (PCF) cuyo primer fruto fue el acuerdo de que en las elecciones municipales de mayo de 1935 apoyarían en la segunda vuelta al partido más votado en la primera, incluidos los radicales (PR). El 14 de julio, el día de la fiesta nacional de Francia, se celebró en París una gran manifestación antifascista (rassemblement populaire) en defensa de las libertades democráticas convocada por el movimiento Ámsterdam-Pleyel en la que participaron alrededor de cincuenta organizaciones políticas (SFIO, PCF y PR), sindicales (CGT, CGTU) y cívicas (diversos comités antifascistas, la Liga de Defensa de los Derechos del Hombre). Esta manifestación se considera como el acto fundacional del Frente Popular en Francia.
La cristalización del Frente Popular en Francia constituyó el prólogo de la celebración en Moscú del VII Congreso Mundial de la Internacional Comunista entre el 25 de julio y el 20 de agosto de 1935. En el Congreso se consumó el giro definitivo de la política comunista respecto del fascismo y de la socialdemocracia tras constatar el fracaso de la respuesta ultraizquierdista acordada en el VI Congreso. Así se aprobaron dos líneas unitarias que se presentaron no como antagónicas, sino como complementarias: la unidad de clase y la unidad interclasista. Por la primera se abandonaba la confrontación con los socialdemócratas volviendo a la formulación original del «frente único» al proponer la unificación de los partidos socialistas y de los partidos comunistas en un «partido único del proletariado» —eso sí, bajo la guía de la propia Internacional Comunista, lo que suponía aceptar el centralismo democrático y la dictadura del proletariado en forma de soviets—. En el informe que presentó Georgi Dimitrov sobre cómo atraerse a los militantes de los partidos y organizaciones socialdemócratas dijo: «Las acciones conjuntas con los partidos y las organizaciones socialdemócratas no sólo no excluyen, sino que, por el contrario, hacen aún más necesaria la crítica seria y razonada del reformismo, del socialdemocratismo, como ideología y como práctica de la colaboración de clase con la burguesía y la explicación paciente a los obreros socialdemócratas de los principios y del programa del comunismo». Esta intervención se tradujo en la siguiente resolución del Congreso adoptada el 20 de agosto de 1935:

Poniendo al desnudo ante las masas el sentido de los argumentos demagógicos de los jefes socialdemócratas derechistas contra el frente único; redoblando la lucha contra la parte reaccionaria de la socialdemocracia, los comunistas deben establecer la colaboración más estrecha con los obreros, militantes responsables y organizaciones socialdemócratas de izquierda que luchen contra la política reformista y aboguen por el frente único con el Partido Comunista. Cuanto más recia sea nuestra lucha contra el campo reaccionario de la socialdemocracia, que mantiene su bloque contra la burguesía, más efectiva será la ayuda que prestemos a la parte misma que se está revolucionando.

Por la segunda línea, la unidad interclasista, se proponía la alianza de las clases populares y las clases medias democráticas mediante la coalición  de sus respectivas organizaciones políticas en un gran frente antifascista (el «Frente Popular»). Según el historiador español José Luis Martín Ramos, con esta propuesta interclasista se trataba de «llevar a las clases medias a un terreno de defensa de la democracia en la que las clases trabajadoras, sus organizaciones, tenían la iniciativa, y la mantendrían en la medida en el que el frente único fuese la garantía de una política común de la izquierda obrera», con lo que las dos líneas unitarias (unidad de clase y unidad interclasista) «formaban parte de la misma táctica. Una táctica defensiva, que había nacido de la necesidad de hacer frente al fascismo, y del fracaso de las respuestas dadas antes de 1933». «Tras haber comprobado amargamente que no era lo mismo el fascismo que la "democracia burguesa", la Internacional Comunista se aprestó a defenderse en esa última posición que representaba un sistema de libertades políticas».
En el informe que presentó Georgi Dimitrov dejó claro que la resistencia al fascismo exigía la defensa de la democracia. Para justificar este viraje de los comunistas respecto a lo que hasta entonces habían llamado «ilusiones democráticas» Dimitrov argumentó que la situación de 1917 era muy diferente de la de 1935:

Los bolcheviques luchaban contra estos partidos, porque la bandera de la democracia burguesa se convirtió en aquel entonces en el banderín de enganche de todas las fuerzas contrarrevolucionarias para luchar contra el triunfo del proletariado. Otra es hoy la situación en los países capitalistas. Hoy la contrarrevolución fascista ataca a la democracia burguesa, esforzándose en someter a los trabajadores al régimen más bárbaro de explotación y de aplastamiento. Hoy, las masas trabajadoras de una serie de países capitalistas se ven obligadas a escoger, concretamente para el día de hoy, no entre la dictadura del proletariado y la democracia burguesa, sino entre la democracia burguesa y el fascismo.

Dimitrov añadió:

El proletariado de todos los países vertió mucha sangre por conquistar las libertades democraticoburguesas y se comprende que luche con todas sus fuerzas por conservarlas.

Sin embargo, en el apartado 9 de la resolución del Congreso se decía:

Bajo las condiciones de una crisis política, cuando las clases gobernantes no esté ya en condiciones de gobernar el potente despliegue del movimiento de masas, los comunistas deberán destacar consignas revolucionarias cardinales (como, por ejemplo, el control de la producción y de los bancos, la disolución de la policía, su sustitución por una milicia obrera armada, etc.) encaminadas a conmover todavía más el poder económico y político de la burguesía, a aumentar las fuerzas de la clase obrera, a aislar a los partidos conciliadores y que acerquen directamente a las masas obreras a la toma revolucionaria del poder.

El Congreso nombró un nuevo Comité Ejecutivo de la Internacional Comunista compuesto de 47 miembros cuya relación se expone por orden alfabético. Stalin figura en el puesto 41. Lo integran, entre otros, Díaz, Dimitrov, Duclos, Ercoli (Togliatti), Gottwald, Béla Kun, Manuilski, Mao, Marty, Prestes, Thorez, Chu En-lai... También se nombran 22 suplentes entre los que se encuentra la española Dolores Ibárruri Pasionaria.
Los movimientos trotskistas rechazaron la política de frentes populares, mientras que los partidos comunistas pertenecientes a la Internacional Comunista la aceptaron sin crítica. Para entonces, la sujeción ideológica de estos partidos a la línea política de la Unión Soviética era ya casi absoluta. Además, la Comintern también sirvió como instrumento de las purgas estalinistas estimulando a los partidos comunistas de todo el mundo a ejecutar sus propias "purgas" internas de posibles "trotskistas", llegándose incluso a ordenar la disolución de partidos completos sospechosos de "deslealtad" (como sucedió con el Partido Comunista de Polonia en 1938). Al mismo tiempo, numerosos militantes comunistas que buscaron refugio en la Unión Soviética huyendo del fascismo fueron denunciados como "espías" o "trotskistas", detenidos por la NKVD y asesinados. Idéntica suerte corrieron comunistas extranjeros establecidos en la Unión Soviética hacía años como el suizo Fritz Platten, exayudante de Lenin, el húngaro Béla Kun, el búlgaro Christian Rakovski y otros. A estas víctimas se sumaron Andrés Nin, exsecretario de la Internacional Sindical Roja, y León Trotski, fundador del Ejército Rojo, asesinados en el extranjero por agentes del NKVD en 1937 y 1940, respectivamente.
En el VII Congreso se incorporaron los partidos comunistas de Perú, Colombia, Venezuela, Costa Rica y Puerto Rico a la Internacional Comunista, en la sesión del 20 de agosto de 1935, hecho que quedó plasmado en el Protocolo n.º 43, de la sesión final del VII Congreso.

### Supresión
La Segunda Guerra Mundial implicaba que el gobierno de la Unión Soviética perdiese contacto con numerosos partidos comunistas del resto del mundo cuyos países de origen habían sido invadidos y dominados por el Tercer Reich, considerando además que los países capitalistas recelaban del gobierno soviético después del Pacto Ribbentrop-Mólotov, celebrado con los nazis en agosto de 1939. Cuando la Unión Soviética fue invadida por el Tercer Reich en junio de 1941, el régimen soviético, en su lucha contra el fascismo, se vio como aliada de Gran Bretaña, y desde diciembre de 1941 tuvo también como aliado a los Estados Unidos.
Ante la nueva situación (alianza antifascista de la Unión Soviética con dos potencias capitalistas), el 15 de mayo de 1943, antes de celebrar la Conferencia de Teherán, el Presidium del Comité Ejecutivo de la Internacional Comunista, "teniendo en cuenta la madurez de los partidos comunistas" nacionales, y también para evitar los recelos de los países capitalistas aliados, decidió disolver la Internacional Comunista. Para entonces, no obstante, la "Internacional Comunista" ya había perdido gran parte de la importancia política de sus primeros años y desde inicios de la década de 1930 había devenido en la práctica en una simple "oficina de asuntos exteriores" del Partido Comunista de la Unión Soviética (PCUS).
En 1947, a instancias de Stalin, se creó la Kominform (Oficina de Información Comunista) como sustituta de la Internacional Comunista, que reunía a los partidos comunistas de Bulgaria, Checoslovaquia, Francia, Hungría, Italia, Polonia, la Unión Soviética y Yugoslavia, pero la finalidad de la Kominform fue apenas la de "coordinar estrategias" entre el PCUS y los partidos comunistas extranjeros, siendo que casi todos estos preferían tratar directamente tales cuestiones con el PCUS sin la inútil intermediación de la Kominform. 
Esta fue disuelta en abril de 1956 como parte de la desestalinización llevada a cabo después de XX Congreso del PCUS por Nikita Jruschov, y el acercamiento soviético a Yugoslavia. La condena hecha por los comunistas franceses e italianos (los grupos comunistas más influyentes fuera del Pacto de Varsovia) contra la intervención militar soviética en la sublevación húngara de 1956 debilitaba todo plan de mantener una organización concreta de partidos comunistas a nivel mundial. 
La ruptura soviética con Yugoslavia y la pugna ideológica con China desde 1960 tornaron innecesario formar una organización de coordinación internacional entre partidos comunistas, considerando además que la inevitable primacía efectiva de la Unión Soviética en tal entidad hacía inútil crear un "órgano coordinador". Aunque carecieran de una organización internacional, los distintos Partidos Comunistas existentes fuera de la Unión Soviética, pero leales al Kremlin siguieron casi en su totalidad las directrices principales del Partido Comunista de la Unión Soviética, con el que mantuvieron reuniones periódicas, aunque sin estructurar nuevamente una entidad a nivel oficial.

## Organización
Los órganos de la Internacional Comunista, según sus primeros estatutos, eran:
- El Congreso Mundial de la Internacional Comunista: el órgano que ejercía la autoridad máxima de la Internacional Comunista era el Congreso Mundial, que debía reunirse una vez al año y tenía en exclusividad la modificación del programa y los estatutos. Se celebraron siete congresos mundiales.

- El Comité Ejecutivo de la Internacional Comunista: el órgano que tenía la autoridad máxima en los periodos entre congresos era el Comité Ejecutivo, y era elegido por el Congreso Mundial. Su sede se decidía en cada congreso.

Más tarde se crearía otro órgano más:
- El Presidium de la Internacional Comunista, que tenía la máxima autoridad entre los plenos del Comité Ejecutivo.

## Organizaciones asociadas
Bajo la tutela de la Internacional Comunista, se crearon una serie de organizaciones internacionales, entre las que cabrían citar:
- Internacional Sindical Roja o Red Internacional de Uniones Obreras  (Profintern o RILU-Profintern)
- Internacional de la Juventud Comunista
- Socorro Rojo Internacional (MOPR)
- Internacional Campesina (Krestintern)
- Internacional Deportiva Roja (Sportintern)